# Clemens Winkler
Clemens Alexander Winkler (Freiberg, 26 dicembre 1838 – Dresda, 8 ottobre 1904) è stato un chimico tedesco.

## Biografia
Figlio di un chimico che aveva avuto come insegnante Berzelius, dopo vari anni di studio presso diversi istituti (Freiberg, Dresda e Chemnitz), nel 1857 entra nell'Università di Freiberg, diventando successivamente professore di chimica analitica.
Famoso per la sua scoperta datata 1886 del Germanio, l'elemento chimico di numero atomico 32 ricavato grazie a dei lavori effettuati sull'argirodite.
Winkler fu eletto membro dell'Accademia Reale Svedese delle Scienze nel 1892.
Nel 1893 si trasferì ad Amburgo dove sposò la sua amica d'infanzia Tanja Braun.
Nel 1902 Winkler si dimise da insegnante e due anni più tardi morì a Dresda di Carcinoma all'età di 66 anni.
Secondo Brunck, Winkler scrisse poesie, e secondo McCay, il talento di Winkler giungeva anche al saper suonare vari strumenti musicali.

## La scoperta del Germanio
Nel 1886 fu consegnato a Winkler un nuovo minerale proveniente dalla miniera Himmelsfürst, situata nei pressi di Freiberg. I chimici scoprirono che questo minerale, chiamato in seguito Argirodite, conteneva Argento e Zolfo. Winkler, quando analizzò in seguito il minerale, scoprì che i componenti fino ad allora rinvenuti costituivano il 93-94% circa della sua massa totale, il che lo fece insospettire della presenza di un elemento fino ad allora sconosciuto. Dopo diverse fasi di purificazione chimica, durate diversi mesi, Winkler riuscì ad isolare questo nuovo elemento, battezzato in seguito Germanio, il 6 febbraio 1886 e pubblicò i suoi risultati.
Il minerale Argirodite, che fu per Winkler il punto di partenza della scoperta del Germanio, ha come formula bruta: Ag8GeS6

## Opere
Egli è stato anche autore di opere importanti come:
- Handbook Of Technical Gas Analysis, 1884.